# Teucholabis gorana
Teucholabis gorana là một loài ruồi trong họ Limoniidae. Chúng phân bố ở miền Australasia.